# Inlegbek
Een inlegbek is een profiel van een zacht materiaal, dat om de bek van een bankschroef wordt gelegd teneinde het werkstuk te beschermen. Sommige inlegbekken hebben een inkeping om ook cilindrische voorwerpen en buizen vast te kunnen klemmen.
Uiteraard worden inlegbekken meestal in setjes van twee stuks verkocht. Een inlegbek kan bestaan uit aluminium, roodkoper of een zachte kunststofsoort.